# Fastighetsaktiebolaget Förvaltaren
Fastighetsaktiebolaget Förvaltaren, Fastighets AB Förvaltaren är ett kommunalt bostadsföretag helägt av Sundbybergs kommun. Bolaget äger och hyr ut cirka 9 200 lägenheter i Sundbyberg samt ett stort antal lokaler. Bolaget har cirka 170 anställda. Tillförordnad VD är Sophia Mattsson-Linnala.